# Анодонтозавр
Анодонтозавр (лат. Anodontosaurus) — род динозавров из подсемейства Ankylosaurinae семейства анкилозаврид. Известен из верхнемеловых отложений (83,6—66,0 млн лет назад) провинции Альберта (Канада), в том числе формации Каньон Подкова.

## Открытие

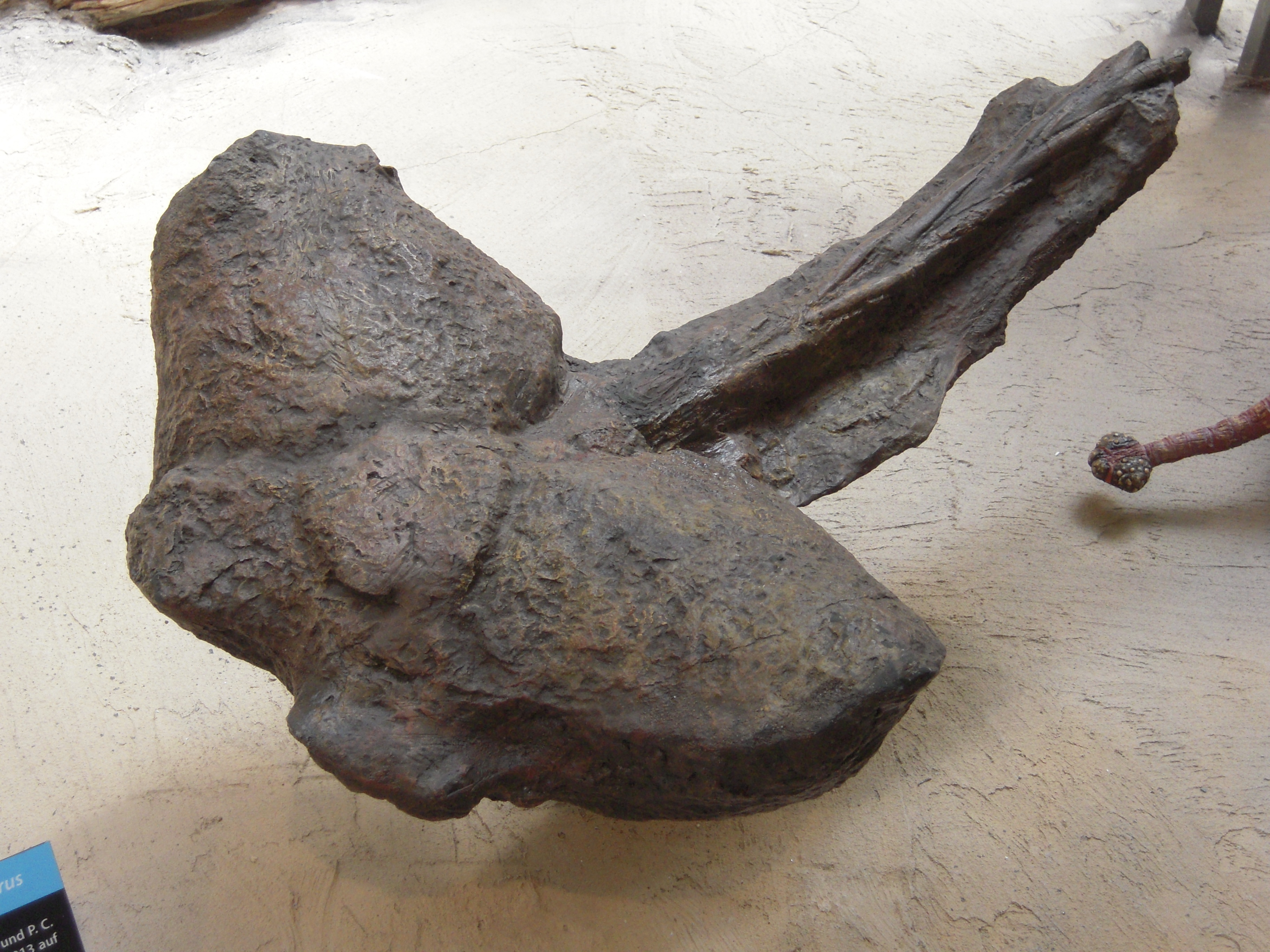
Ископаемая булава хвоста

Анодонтозавр был назван Чарльзом Мортрамом Штернбергом в 1929 году на основе частично сохранившегося скелета, включающего череп, полукольцо, броню и другие кости. Родовое название означает «беззубый ящер» на древнегреческом языке.

## Классификация
По данным сайта Paleobiology Database, на май 2019 года в род включают 2 вымерших вида:
- Anodontosaurus inceptus Penkalski, 2018
- Anodontosaurus lambei Sternberg, 1929typus